# John Hughes (Kontrabassist)
John Hughes (* 1972 in Rochester, New York) ist ein amerikanischer Jazz- und Improvisationsmusiker (Kontrabass, Komposition).

## Wirken
Hughes begann mit 13 Jahren Bassgitarre zu spielen. Nach einem Studium der Musik am Montgomery Community College im Rockville zog er 1991 nach Baltimore, wo er zum Kontrabass wechselte. Er spielte in verschiedenen Bands in Baltimore, New York, Philadelphia und Washington D.C. 1998 zog er nach Hamburg, um dort seine Familie zu gründen.
Gemeinsam mit dem Perkussionisten Chad Popple und dem Pianisten Jörg Hochapfel spielte Hughes seit 15 Jahren im Klaviertrio Hosho, aber auch in der Sun-Ra-Tributband Rocket Number Nine. Mit der Pianistin Marte Winnitzki und dem Schlagzeuger Björn Lücker wirkt er in einem Trio, das sich der Interpretation der Kompositionen von Thelonious Monk widmet. In Gravelshard wirkt er seit 2002 mit Olaf Rupp, Luis Vicente und Vasco Trilla. Weiterhin spielte er mit Heinz-Erich Gödeckes Gruppe Eisenrot und in der Band Slot von Hannes Clauss. Außerdem spielt er im Duo mit Olaf Rupp, Camila Nebbia, Chad Popple, Chris Heenan und Tobias Delius, in Trios mit Ove Volquartz und Björn Lücker, mit Rudi Fischerlehner und Martin Speicher, mit Frank Gratkowski und Chad Popple sowie mit Heinz-Erich Gödecke und Willi Kellers. Mit Camila Nebbia, Dietrich Eichmann und Jeff Arnal entstand das Album Chrononaux (2024).
Hughes organisierte Festivals und Konzertreihen in Hamburg wie das Blurred Edges Festival und die Konzertreihen Echolot (mit Heinz Erich Gödecke und Björn Lücker) oder Multiphonics Hamburg (mit Rolf Pifnitzka, Björn Lücker, Dirk Dhonau und Chad Popple).
Weiterhin unterrichtet Hughes Bass an privaten Musikschulen und gibt Jazz-Workshops.